# Pierre De Smet
Pierre Henri De Smet (Brussel, 22 juli 1892 - 27 juni 1975) was een Belgisch senator voor de CVP.

## Levensloop
De Smet was een zoon van Hippolyte De Smet en Marie Van Lier. Hij trouwde in 1925 met Marthe van Hamme (1900-1941).
Hij werd burgerlijk bouwkundig ingenieur en vanaf 1924 hoogleraar aan de Katholieke Universiteit Leuven.
Hij was senator van 1936 tot 1965, als volgt:
- 1936-1939: provinciaal senator voor Brabant
- 1939-1946: gecoöpteerd senator;
- 1946-1965: provinciaal senator voor Brabant.

Hij was Minister van Economische Zaken van februari tot mei 1938, in de kortstondige regering-Paul-Emile Janson.
Hij was ook lid van het Europees Parlement en van de Gemeenschappelijke Vergadering van de EGKS (1958-1965).